# Piedra rúnica de Järsberg
La piedra rúnica de Järsberg es una piedra rúnica escrita en el futhark antiguo hallada cerca de Kristinehamn en Värmland, Suecia.

## Inscripción
Contiene una lína de texto rúnico:
ᚢᛒᚨᛉ ᚺᛁᛏᛖ ᛬ ᚺᚨᚱᚨᛒᚨᚾᚨᛉ ¶ ᚺᚨᛁᛏ ¶ ᛖᚲ ᛖᚱᛁᛚᚨᛉ ᚱᚢᚾᛟᛉ ᚹᚨᚱᛁᛏᚢ
El texto transcrito a letras latinas:
... ubaz hite ÷ h = arabana = z ¶ h = ait... ¶ ek e = rilaz runoz waritu
Traducido al español:
Me llamo Leubaz. Me llamo Hrafn. Yo, el eril, escribo las runas.
El nombre Hrabnaz o Hrafn se traduce como 'Cuervo'.

## Interpretación
La piedra rúnica de Järsberg es una piedra de granito rojizo que se cree que formó parte de un  círculo de piedras monumental. La parte superior de la piedra está dañada desde que se encontró la piedra. Por tanto, es imposible decir cuánto texto se ha perdido. Es seguro asumir que la fila derecha debe completarse con una e, pero la fila izquierda es más problemática. Si se conserva el nombre, probablemente era el antropónimo Ubaz (búho), pero muchos suponen que el nombre era Leubaz (agradable), que es un elemento de nombre conocido de otra piedra rúnica de la era de migración en Skärkind, Östergötland (Ög 171). Además, el resto de esta fila de texto tampoco se ha interpretado positivamente.
Hay opiniones divergentes sobre dónde comienza la inscripción. Esto se debe a que falta la parte superior y al hecho de que las primeras inscripciones rúnicas se leían tanto desde la derecha como la izquierda. Por lo general, la orientación de las runas indica en qué dirección, pero las runas de esta piedra son ambiguas. Además, el tamaño de la última línea del texto es más pequeño que el de la sección principal y "escribe las runas" tiene una forma curva y serpentina.
Varias runas podrían unirse para formar runas ligadas. En la piedra rúnica de Järsberg, hay cuatro casos de este tipo en el texto, que incluyen combinaciones "h + a", como la que comienza con el nombre Hrafn.
La última runa de la palabra runoz está al revés. La runa similar a Y en la palabra ek es una forma de transición entre la runa k del futhark antiguo y el futhark joven que se encuentra también en la piedra rúnica Björketorp en Blekinge. A diferencia de la piedra Björketorp, no hay otras runas que muestren formas de transición. Por tanto, la piedra rúnica de Järsberg es más antigua y está fechada a principios del siglo VI.
La palabra erilaz se conoce por varias inscripciones proto-nórdicas y se supone que es un título, profesión o algo parecido, pero no sabemos mucho más. Hay muchos indicios de que está relacionado con el título de earl (conde). Según una tradición del siglo XVIII, la forma más antigua del nombre Järsberg era Jarlsberg ("colina del earl"), y los monumentos de los alrededores eran restos del antiguo condado (earldom). Sin embargo, las anotaciones medievales del nombre contradicen que el nombre Järsberg se deriva de jarl.

## Historia del sitio

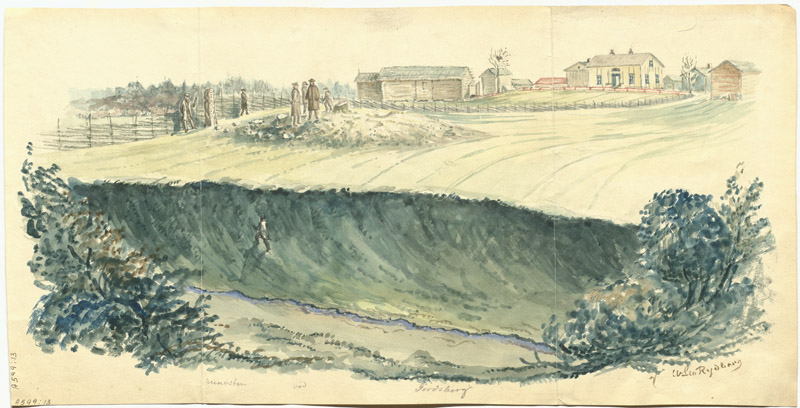
Boceto de 1860 de la piedra rúnica y las otras piedras en el posible túmulo.

En Värmland, solo hay cuatro piedras rúnicas, de las cuales dos son de la era vikinga (en nórdico antiguo) y las otras dos son de la era de las migraciones (en proto-nórdico). La piedra rúnica de Järsberg es una de las dos más antiguas y data del siglo VI. Se eleva a lo largo de un sendero llamado Letstigen, que fue un sendero prehistórico que iba desde la región central de Suecia en la cuenca de Mälaren hasta la región central de Vestfold en Noruega.
La piedra fue descubierta en 1862 cuando yacía de costado, parcialmente cubierta por tierra. Parecía tener la forma adecuada para una piedra de puerta, pero cuando se descubrieron runas en ella, se levantó de nuevo donde se encontró.
Aquellos que antes viajaban por el antiguo sendero se encontrarían con una vista más formidable que la gente de hoy. En el lugar había ocho piedras más y hay un boceto de 1863 donde están marcadas tanto las piedras como la ubicación del hallazgo. Lamentablemente, tanto las piedras levantadas como las partes del terreno donde se levantaron han desaparecido debido al trabajo agrícola. Además, según la información anterior, había un círculo de piedra adicional a una pequeña distancia al sur del campo donde se levanta la piedra rúnica.
Los monumentos desaparecidos convencieron a muchos estudiosos de que la piedra rúnica de Järsberg se había erigido sobre un túmulo y varias interpretaciones de la inscripción han hecho esta suposición. Para llegar a una conclusión segura, la Junta de Patrimonio Nacional de Suecia realizó una excavación en 1975, pero no se pudieron encontrar rastros de tumbas. Además, no se realizaron hallazgos arqueológicos. La excavación concluyó que el montículo era una característica natural.
Sin embargo, en relación con la revisión de monumentos prehistóricos que se hizo en 1987, se encontró una cuenta de vidrio cerca de la piedra rúnica. Este tipo de hallazgo indica la tumba de una mujer. Un arqueólogo ha sostenido que el perfil de la colina que se hizo durante la excavación en 1975 daba la impresión de un gran túmulo. Sin embargo, por el momento no hay consenso sobre si hubo un túmulo o no.

## En ficción
El autor sueco Jan Andersson escribió la novela Jag, Herulen. En värmländsk historia (1998) sobre la fabricación de la piedra. El libro se basa en la teoría de que Erilaz se refiere a los Heruli, una tribu germánica que según Procopio había regresado a Escandinavia. En el libro, al volver los hérulos pasan a través de territorio de los gautas y encuentran un terreno inhabitado que se convierte en Värmland.